# 元堡子镇
元堡子镇，是中华人民共和国山西省朔州市右玉县下辖的一个乡镇级行政单位。

## 行政区划
元堡子镇下辖以下地区：
董半川村、元堡子村、小马营村、阳全洼村、胡家村、西洲里村、元煤村、教场坪村、增子坊村、吐儿水村、宣阳寨村、南花园村、大油坊头村、上吴村、沟儿里村、腊家屯村、梁信屯村、辛屯村、郭家堡村、蔡家堡村、大磁窑村、元墩子村、小油坊头村、红寺洼村和大马营村。